# 喜 (秦代官吏)
喜（前262年—前217年）是一名秦代地方官吏，因出土文献睡虎地秦简而为人所知。
1975年，湖北云梦县睡虎地十一號墓出土睡虎地秦简，部分秦简的作者是墓主人、秦代官吏：喜。据睡虎地秦简《编年记》记载，喜生于秦昭王四十五年（前262年）。秦王政三年（前244年）八月，喜成为“史”。次年，喜“□安陸□史”（学界有“假令史”、成为乡史等说法）。秦王政六年（前241年）四月，喜任安陆县令史。次年，转任鄢县令史。秦王政十二年（前235年）四月癸丑，任鄢县狱史。秦王政二十一年（前226年），升任南郡郡屬。秦王政三十年（前217年），喜逝世。
2021年京都大学教授宮宅潔出版的《地方官吏的生涯》，2022年鲁西奇出版的《喜：一個秦吏和他的世界》，均以喜为主人公。